# Tantilla briggsi
Tantilla briggsi är en ormart som beskrevs av Savitzky och Smith 1971. Den förekommer endast i Mexiko. Tantilla briggsi ingår i släktet Tantilla och familjen snokar. Inga underarter finns listade i Catalogue of Life.
Arten förekommer i delstaten Oaxaca i södra Mexiko. Ett exemplar hittades vid cirka 100 meter över havet. Tantilla briggsi lever i fuktiga skogar men enligt uppskattningar kan den även besöka torra skogar.
Skogsavverkningar och skogsbränder påverkar beståndet negativt. Hela populationens storlek är inte känd. IUCN kategoriserar arten globalt som otillräckligt studerad.